# Wiszenka (gmina)
Wiszenka – dawna gmina wiejska w powiecie gródeckim województwa lwowskiego II Rzeczypospolitej. Siedzibą gminy była Wiszenka.
W 1928 roku kierownik tymczasowego zarządu gminnego, rolnik Wasyl Noga został odznaczony Brązowym Krzyżem Zasługi za „zasługi na polu samorządowym”.
Gminę utworzono 1 sierpnia 1934 r. w ramach reformy na podstawie ustawy scaleniowej z dotychczasowych gmin wiejskich: Lelechówka, Majdan, Walddorf, Wereszyca i Wiszenka.
Pod okupacją niemiecką w Polsce (GG) gminę zniesiono, włączając ją m.in. do nowo utworzonej gminy Janów (Lelechówka i Majdan) i Wierzbiany (Wereszyca). Wiszenkę i Lasowce zlikwidowano w związku z utworzeniem Jaworowskiego Poligonu Wojskowego. 
Po II wojnie światowej obszar gminy znalazł się w ZSRR.